# Liste des évêques catholiques de Rochester
Cette page présente la liste des évêques de Rochester.
Le diocèse de Rochester (Dioecesis Roffensis), dont le siège est à Rochester dans l'État de New York, aux États-Unis (diocèse catholique à ne pas confondre, ni avec le diocèse épiscopalien situé dans la même ville, ni avec le diocèse anglican de Rochester, au Royaume-Uni), est érigé le 3 mars 1868, par détachement de celui de Buffalo.

## Sont évêques
- 3 mars 1868-† 18 janvier 1909 : Bernard John McQuaid (en) (Bernard John Joseph McQuaid)
- 18 janvier 1909-30 octobre 1928 : Thomas Hickey (Thomas Francis Hickey)
- 4 janvier 1929-† 22 mai 1933 : John O'Hern (en) (John Francis O'Hern)
- 28 août 1933-31 mai 1937 : Edward Mooney (Edward Aloysius Mooney)
- 31 juillet 1937-21 octobre 1966 : James Kearney (en) (James Edward Kearney)
- 21 octobre 1966-6 octobre 1969 : Fulton Sheen (Fulton John Sheen)
- 6 octobre 1969-22 novembre 1978 : Joseph Hogan (en) (Joseph Lloyd Hogan)
- 23 avril 1979-21 septembre 2012 : Matthew Clark (Matthew Harvey Clark)
- depuis le 6 novembre 2013 : Salvatore Matano (Salvatore Ronald Matano)

## Sources
- Fiche du diocèse sur le site catholic-hierarchy.org